# Alister
Alister, de son vrai nom Christophe Ernault, est un auteur-compositeur-interprète français né le 29 septembre 1974. Il est également rédacteur en chef de la revue Schnock, dont le premier numéro est paru en mai 2011.

## Biographie

### Jeunesse
Fils de Gérard Ernault, directeur de la publication de L'Équipe et d'une fonctionnaire publique, il grandit à Neuilly-sur-Seine.

### Formation
En 1992, il entre en hypokhâgne au lycée de Sèvres. En 1996, il rédige un mémoire de maîtrise d'histoire : La Mobilisation de rue et la crise de mai 58 sous la direction de Danielle Tartakowsky et Antoine Prost. Entre 2001 et 2006, il est auteur à la télévision pour Un gars, une fille, La Minute blonde, L'Hypershow et Le Vrai Journal, sur Canal+. Il écrit un recueil de nouvelles, Playlist, publié par les éditions Antidata. En 2006, il compose une partie de l'album homonyme d'Adrienne Pauly puis signe chez Barclay et rencontre le producteur Baxter Dury. Le 25 mars 2008, il sort son premier album Aucun mal ne vous sera fait puis son deuxième album, Double détente, le 7 mars 2011.

### Carrière

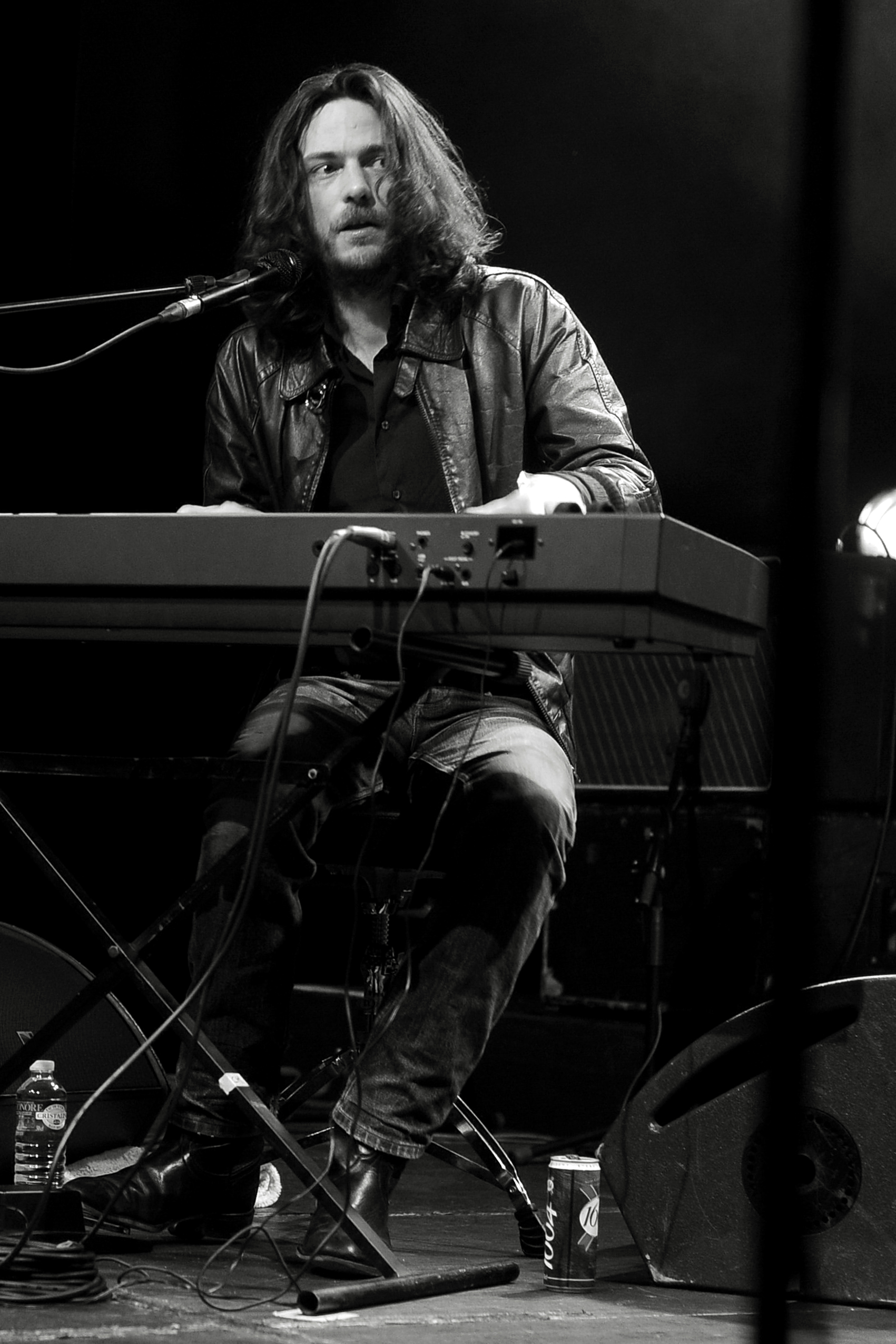
Alister - 2012 - Salle de concert Le Fuzz'Yon

Le 12 novembre 2014, il publie Anthologie des bourdes et autres curiosités de la chanson française, sort le 17 novembre 2014, un nouvel EP intitulé Avant / Après et présente de mars 2015 à mai 2017 l'émission Bleu Blanc Schnock sur Oüi FM avec Mathieu Alterman. Le 12 novembre 2015, il publie également une Anthologie des méchants et autres salauds du cinéma français. Son troisième album, Mouvement perpétuel, sort le 4 novembre 2016. Le 24 janvier 2018, il publie La femme est une dandy comme les autres,. Il présente de septembre 2020 à juin 2022, l'émission Rock & Schnock sur Rock & Folk Radio. Il publie le 14 octobre 2020 La Bibliothèque impossible aux éditions La Tengo. En 2021, il participe à l'ouvrage collectif La Leçon d'élégance paru aux éditions Séguier pour lequel il rédige un chapitre sur Jules Barbey d'Aurevilly. Le 12 octobre 2022, il publie une édition augmentée de L'Anthologie des bourdes et autres curiosités de la chanson française. Il a collaboré à Paris Match, L’Équipe Magazine, Le Nouveau Magazine littéraire, Technikart, Brain Magazine, Section 26 et Noisey.
Depuis septembre 2023, il participe à Kinopod un podcast consacré au cinéma présenté par Francis Veber et Jean Veber.
Le 15 janvier 2025, il publie son premier roman "Le Dernier des Gentlemen" aux éditions La Tengo.

## Discographie

### Albums studio
- 2008 : Aucun mal ne vous sera fait.

1. Qu'est-ce qu'on va faire de toi ?
2. Miami
3. Quelque chose dans mon verre
4. Hier soir
5. Fille à problèmes
6. Psycho Lover
7. Barnum
8. Bordel
9. Désordre
10. Paris By Night
11. 7 Heures du matin

- 2011 : Double Détente

1. La Femme parfaite (tout le monde dit que c'est elle)
2. Mauvaise rencontre
3. Je suis loin
4. Room service
5. Supermarché
6. Docteur
7. Drame chez les riches
8. Tu peux dormir ici
9. FBI
10. Je vous promets
11. Les Mecs, les Filles
12. La Fonte des glaces

### EP
- 2014 : Avant / Après

1. Avant / Après
2. Cathédrale
3. Chaque jour comme le dernier